# Jacob Adkin
Jacob Adkin, né le 18 mai 1996 à Édimbourg, est un athlète britannique spécialisé en course en montagne et en skyrunning. Il a remporté le titre de champion d'Europe de course en montagne 2019.

## Biographie
Encouragé par ses parents à pratiquer du sport, Jacob pratique la natation dans sa jeunesse, notamment pour rivaliser avec sa grande sœur Scout. Il lui emboîte le pas lorsque cette dernière se met à la course à pied, toujours pour tenter de faire mieux qu'elle. En 2008, Scout fait des débuts encourageants en fell running et Jacob s'y essaie également. Il prend le départ de la Scald Law, une course pour les juniors. Mais cette expérience s'avère catastrophique pour lui, notamment en raison des conditions hivernales très froides. Il s'y réessaie avec plus de succès 2 ans plus tard.
Il connaît un début de carrière prometteur en devenant champion junior d'Écosse de course de colline en 2014. La même année, il termine vingt-troisième du classement junior aux championnats du monde de course en montagne et remporte la médaille de bronze par équipe. L'année suivante, il remporte à nouveau le titre junior écossais et termine huitième du classement junior aux championnats du monde de course en montagne et remporte la médaille d'argent par équipe. Il se classe sixième au classement junior des championnats d'Europe de course en montagne et remporte la médaille de bronze par équipe.
Ses débuts en catégorie senior sont malheureusement entravés par des blessures et il doit concilier ses études avec sa carrière sportive. Il s'entraîne à Chamonix et est entraîné par son compatriote Robbie Simpson.
Il connaît une bonne saison en 2018 durant laquelle il remporte le kilomètre vertical du Mont-Blanc et termine sixième aux championnats du monde de course en montagne à Canillo.
Le 30 juin 2019, il remporte sa seconde victoire au Mont-Blanc. Le 9 juillet, il réalise une excellente course lors des championnats d'Europe de course en montagne à Zermatt. Luttant en tête au coude-à-coude avec le Norvégien Stian Øvergaard Aarvik, il parvient à faire la différence en fin de course et s'impose pour 25 secondes, remportant le titre. Grâce à ses coéquipiers Robbie Simpson septième et Andrew Douglas neuvième, il décroche également l'or au classement par équipes.
Le 31 mai 2024, il s'élance sur l'épreuve de montée aux championnats d'Europe de course en montagne et trail à Annecy. Voyant son compatriote Joe Steward mener la course pour remporter le titre, il effectue une solide course et parvient à doubler Roberto Delorenzi pour assurer la médaille d'argent, tout comme sa sœur. Avec Kristian Jones dixième, il remporte en outre la médaille d'or au classement par équipes.

## Palmarès
| no  | masculin           | Course                                               | Longueur | Départ            | Temps           |
| --- | ------------------ | ---------------------------------------------------- | -------- | ----------------- | --------------- |
| 3e  | Médaille de bronze | Neirivue-Moléson                                     | 11,2 km  | 17 juin 2018      | 1h 04 min 21 s  |
| 1re | Médaille d'or      | Kilomètre vertical du Mont-Blanc                     | 3,8 km   | 29 juin 2018      | 34 min 46 s     |
| 6e  | 6e                 | Championnats du monde de course en montagne          | 11,9 km  | 16 septembre 2018 | 58 min 31 s     |
| 1re | Médaille d'or      | Kilomètre vertical du Mont-Blanc                     | 3,8 km   | 30 juin 2019      | 35 min 05 s     |
| 1re | Médaille d'or      | Championnats d'Europe de course en montagne          | 10,1 km  | 7 juillet 2019    | 53 min 21 s     |
| 8e  | 8e                 | Championnats du monde de course en montagne          | 14,7 km  | 15 novembre 2019  | 1 h 6 min 33 s  |
| 2e  | Médaille d'argent  | Championnats de Grande-Bretagne de fell running      | 11 km    | 4 septembre 2021  | 58 min 16 s     |
| 1re | Médaille d'or      | Kilomètre vertical Chiavenna-Lagùnc                  | 3,3 km   | 8 octobre 2022    | 32 min 11 s     |
| 1re | Médaille d'or      | Course de montagne de Gamperney                      | 8,8 km   | 21 mai 2023       | 45 min 18 s     |
| 2e  | Médaille d'argent  | Championnats d'Europe de course en montagne - Montée | 7,6 km   | 31 mai 2024       | 43 min 55 s     |
| 2e  | Médaille d'argent  | Kilomètre vertical du Mont-Blanc                     | 3,8 km   | 28 juin 2024      | 38 min 23 s     |
| 3e  | Médaille de bronze | México Sky Challenge 35k                             | 35,6 km  | 29 mars 2025      | 4 h 42 min 12 s |
| 3e  | Médaille de bronze | Vauban Mountain Trail KV                             | 5,9 km   | 19 juillet 2025   | 41 min 53 s     |